# Harenoro
Harenoro is een bestuurslaag in het regentschap Nias Selatan van de provincie Noord-Sumatra, Indonesië. Harenoro telt 911 inwoners (volkstelling 2010).